# Francisco Pérez-Bannen
Pour les articles homonymes, voir Francisco Pérez, Pérez et Bannen.
Francisco Pérez Bannen (né le 16 janvier 1971 à Santiago), est un acteur et présentateur de télévision chilien.

## Filmographie
| Films | Films                          | Films        | Films                 |
| Année | Titre                          | Rôle         | Réalisateur           |
| ----- | ------------------------------ | ------------ | --------------------- |
| 1998  | El niño que enloqueció de amor | Jorge        | Alberto Daiber        |
| 2002  | Te llamabas Rosicler           | José Eduardo | Arnaldo Valsecchi     |
| 2003  | Sexo con amor                  | Valentín     | Boris Quercia         |
| 2004  | Mujeres infieles               | Francisco    | Rodrigo Ortúzar Lynch |
| 2005  | Paréntesis                     | Camilo       | Pablo Solís           |
| 2006  | Padre Nuestro                  | Roberto      | Rodrigo Sepúlveda     |
| 2012  | De jueves a domingo            | Fernando     | Dominga Sotomayor     |
| 2016  | Mala junta                     | Javier       | Claudia Huaiquimilla  |

## Télévision

### Telenovelas
| Telenovelas | Telenovelas           | Telenovelas                       | Telenovelas |
| Année       | Titre                 | Rôle                              | Chaîne      |
| ----------- | --------------------- | --------------------------------- | ----------- |
| 1996        | Loca piel             | Vicente Cruz                      | TVN         |
| 1997        | Tic Tac               | Nicolás Urrutia                   | TVN         |
| 1998        | Borrón y cuenta nueva | Pascual Bianchi                   | TVN         |
| 1999        | Aquelarre             | Toro Mardones                     | TVN         |
| 2000        | Santoladrón           | Rodrigo Carpio                    | TVN         |
| 2001        | Amores de Mercado     | Jonathan Muñoz                    | TVN         |
| 2002        | Purasangre            | Manuel Figueroa                   | TVN         |
| 2003        | Pecadores             | Radamés Pérez                     | TVN         |
| 2004        | Destinos Cruzados     | Gaspar Goycolea                   | TVN         |
| 2005        | Versus                | Juano Torrejón                    | TVN         |
| 2006        | Cómplices             | Guillermo Zavala                  | TVN         |
| 2006        | Disparejas            | Daniel Castro                     | TVN         |
| 2007        | Alguien te mira       | Benjamín Morandé                  | TVN         |
| 2007        | Amor por accidente    | Gustavo Arancibia                 | TVN         |
| 2008        | Hijos del Monte       | José del Monte                    | TVN         |
| 2009        | Los ángeles de Estela | Danilo Escobar                    | TVN         |
| 2010        | 40 y tantos           | Marcos Elizalde                   | TVN         |
| 2011        | Su nombre es Joaquín  | Alonso Montero                    | TVN         |
| 2012        | Dama y obrero         | Julio Ulloa / Julio Villavicencio | TVN         |
| 2013        | Secretos en el jardín | Ramiro Opazo                      | Canal 13    |
| 2014        | Valió la pena         | Sergio Valenzuela                 | Canal 13    |
| 2018        | La reina de Franklin  | Franklin Ulloa                    | Canal 13    |

### Séries et unitaires
| Année | Titre                                                   | Rôle              | Chaîne |
| ----- | ------------------------------------------------------- | ----------------- | ------ |
| 1998  | Mi Abuelo mi nana y yo                                  |                   | TVN    |
| 2002  | Tiempo final - "La Adivina" (2002) - "Simulacro" (2002) | - Hernán - Raider | TVN    |
| 2004  | El socio                                                | Julián Pardo      | TVN    |
| 2005  | El cuento del tío - "El Ofertón" (2005)                 | - Aníbal          | TVN    |
| 2012  | El diario secreto de una profesional                    | Hernán Latrox     | TVN    |
| 2020  | La Meute                                                | Leonel Lira       | TVN    |

### Émissions de télévision
| Année | Titre             | Rôle          | Chaîne |
| ----- | ----------------- | ------------- | ------ |
| 2009  | Pelotón III       | Invité        | TVN    |
| 2010  | Improvisa o muere | Présentateur  | TVN    |
| 2013  | Sin Maquillaje    | Acteur invité | TVN    |

### Sources
- (es) Cet article est partiellement ou en totalité issu de l’article de Wikipédia en espagnol intitulé « Francisco Pérez-Bannen » (voir la liste des auteurs).